# 季増民
季 増民（き ぞうみん、Ji Zengmin 1955年 - ）は、日本に活動拠点を置く中国の地理学者、椙山女学園大学文化情報学部教授。人文地理学、農村計画が専門で、日本や中国の農村地域の工業化、都市化について研究している。

## 経歴
上海市に生まれ、1983年に来日して、筑波大学大学院地球科学研究科に学ぶ。1988年、「内陸工業団地の地域的展開と隣接農村地域の対応：北関東地方を事例にして」により、筑波大学から理学博士を取得した。
椙山女学園大学文学部助教授となった後、2000年に教授に昇進し、その後、文化情報学部教授に転じた。アジア地域論、文化地理学などを講じている。

## おもな著書
- 変貌する中国の都市と農村、芦書房、2004年
- 工業団地の造成と地域変貌：東京・上海両大都市圏における地理学的考察、古今書院、2007年
- 中国地理概論、ナカニシヤ出版、2008年
- 中国近郊農村の地域再編：江蘇省崑山市開発区隣接地域を事例に、芦書房、2010年